# Auto Bierschneider

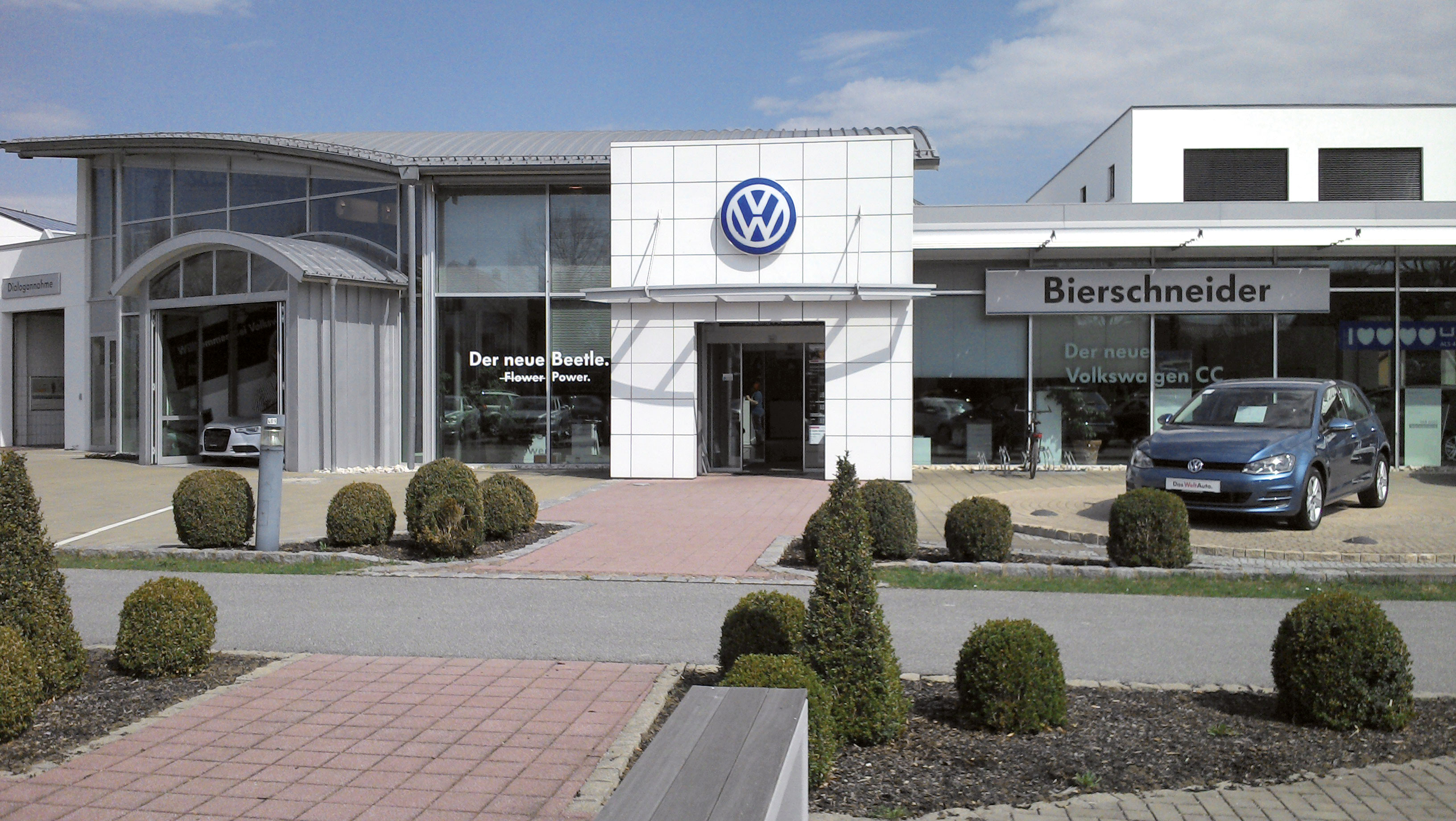
Das Stammhaus in Mühlhausen (2007)

Die Auto Bierschneider GmbH in Mühlhausen (Oberpfalz) ist das Stammhaus einer Unternehmensgruppe in der Automobilbranche. Es wurde 1977 von Georg Bierschneider gegründet. Das Stammhaus ist an zwei, die gesamte Gruppe an 16 Standorten in Süddeutschland mit insgesamt 23 Autohäusern verschiedener Marken vertreten.

## Geschichte
Georg Bierschneider (* 1947) gründete 1977 in Mühlhausen eine Kfz-Werkstatt in einer unterkellerten Doppelgarage mit ca. 200 m². Drei Jahre später wurde ein größerer Neubau im Gewerbe-Mischgebiet von Mühlhausen erbaut. Mit Anbau einer Ausstellungshalle wurde 1988 der Betrieb zum VW- und Audi-Händler.
1992 errichtete Willi Bierschneider, der Bruder des Gründers, ein Autohaus in Beilngries. 1998 wurde Auto Sebesic in Greding übernommen. Im Jahr 2004 übernahm die Gruppe Bierschneider ein Autohaus in Riedenburg und eines in Weißenburg. 2008 wurde das Familienunternehmen um ein Autohaus in Regensburg erweitert. Zwischen 2010 und 2012 wurden zwei weitere Autohäuser in Ingolstadt und Treuchtlingen übernommen. 2016 wurde der Standort in Gunzenhausen eröffnet.
2012 übergab Georg Bierschneider seinen Anteil der Unternehmensleitung an seine Tochter Doris und seinen Schwiegersohn Michael Fleischmann.
Im Frühjahr 2015 beschloss Auto Bierschneider Arbeiten am sich an das Autohaus in Ingolstadt anschließenden unbebauten Gelände. Es sollte teilweise als Stellplatz für Autos genutzt und teilweise neu begrünt werden. Auf diesem Gelände befanden sich Reste einer als Bodendenkmal ausgewiesenen Lagerschanze. Nachdem die Arbeiten durch die Stadt Ingolstadt unterbrochen worden waren, wurden sie 2016 wieder aufgenommen und fertiggestellt. Auto Bierschneider und die Stadt Ingolstadt machen unterschiedliche Angaben über den Verlauf des Verfahrens.
2015 wurde das Autohaus in Greding geteilt. Im Gebäude des ehemaligen EDEKA ist nun Auto Bierschneider ein Jaguar-Land-Rover-Partner. Hierfür wurde die Auto Bierschneider British Cars GmbH & Co. KG gegründet. 2018 wird in Greding ebenfalls ein Jaguar Autohaus eröffnet. 
Im Herbst 2019 übernahm Bierschneider die Seat-Niederlassung in Hüttlingen. Somit weitete die Gruppe ihre Aktivitäten über Bayern hinaus. 
2020 übernahm die Bierschneider Gruppe nach der Insolvenz von Auto Wagenblast die Autohäuser in Aalen, Schwäbisch Gmünd und Heidenheim an der Brenz. Im April 2022 gliedert sich die Seubert Autocenter GmbH aus Straubing in die Auto Bierschneider Gruppe ein. Ab sofort werden auch Neufahrzeuge der Marke Skoda angeboten.

## Unternehmensstruktur
Die Auto Bierschneider Gruppe gliedert sich in acht Einzelunternehmen mit 28 Autohäusern sowie einem Export- & Großhandelszentrum an neun Standorten in Bayern. Die Gruppe beschäftigt etwa 1200 Personen (2023).
Die Gruppe verkauft jährlich rund 25.000 Fahrzeuge mit einem Umsatz von 809 Millionen Euro im Jahr 2022.
Angeboten werden je nach Standort die Marken VW, Audi, SEAT, Škoda, Jaguar, Land Rover, Skoda, VW-Nutzfahrzeuge, Opel